# Conyza pterocaulon
Conyza pterocaulon là một loài thực vật có hoa trong họ Cúc. Loài này được Bolle mô tả khoa học đầu tiên năm 1859.